# Остінтаун
Остінтаун (англ. Austintown) — переписна місцевість (CDP) в США, в окрузі Магонінґ штату Огайо. Населення — 29 594 особи (2020).

## Історія
З 1967 року в місті діє парафія УГКЦ Святої Анни.

## Географія
Остінтаун розташований за координатами 41°5′31″ пн. ш. 80°44′18″ зх. д. / 41.09194° пн. ш. 80.73833° зх. д. (41.091877, -80.738422). За даними Бюро перепису населення США в 2010 році переписна місцевість мала площу 30,21 км², з яких 30,12 км² — суходіл та 0,09 км² — водойми.

## Демографія
Згідно з переписом 2010 року, у переписній місцевості мешкало 29 677 осіб у 13 240 домогосподарствах у складі 7937 родин. Густота населення становила 982 особи/км². Було 14480 помешкань (479/км²).
Расовий склад населення:
| - 89,9 % — білих - 6,9 % — чорних або афроамериканців - 0,6 % — азіатів - 0,2 % — корінних американців |

До двох чи більше рас належало 1,8 %. Частка іспаномовних становила 2,7 % від усіх жителів.
За віковим діапазоном населення розподілялося таким чином: 20,0 % — особи молодші 18 років, 61,2 % — особи у віці 18—64 років, 18,8 % — особи у віці 65 років та старші. Медіана віку мешканця становила 42,8 року. На 100 осіб жіночої статі у переписній місцевості припадало 90,6 чоловіків; на 100 жінок у віці від 18 років та старших — 87,7 чоловіків також старших 18 років.
Середній дохід на одне домашнє господарство становив 50 608 доларів США (медіана — 41 276), а середній дохід на одну сім'ю — 58 848 доларів (медіана — 50 642). Медіана доходів становила 41 870 доларів для чоловіків та 33 933 долари для жінок. За межею бідності перебувало 11,3 % осіб, у тому числі 18,8 % дітей у віці до 18 років та 5,8 % осіб у віці 65 років та старших.
Цивільне працевлаштоване населення становило 13 331 осіб. Основні галузі зайнятості: освіта, охорона здоров'я та соціальна допомога — 25,7 %, роздрібна торгівля — 14,0 %, виробництво — 12,8 %.